# Dasyhelea curtivitta
Dasyhelea curtivitta är en tvåvingeart som beskrevs av Tokunaga 1940. Dasyhelea curtivitta ingår i släktet Dasyhelea och familjen svidknott. Inga underarter finns listade i Catalogue of Life.